# Ptinella tenella
Ptinella tenella ist ein Käfer aus der Familie der Zwergkäfer (Ptiliidae).

## Merkmale
Die Käfer erreichen eine Körperlänge von 0,6 bis 0,65 Millimetern. Die Art sieht Ptinella aptera sehr ähnlich. Die Hinterwinkel des Halsschildes sind stumpf und an der Spitze abgerundet. Die Scheibe des Halsschildes besitzt keine, gelegentlich zwei tiefe längliche Eindrücke. Die ungeflügelte Form der Art ist gelb und besitzt keine Augen. 

## Vorkommen und Lebensweise
Die Art ist in Europa im Norden von den Britischen Inseln, Schweden, Norwegen, Finnland bis Karelien sowie im Süden von Frankreich, Italien, der Schweiz, Österreich, Tschechien, der Slowakei, Ungarn und Rumänien verbreitet. Die Art ist in Mitteleuropa nicht häufig. Die Tiere leben unter Rinde von Totholz und in Mulm.